# Abadesa

Modelo del Escudo de Armas de una Abadesa

En el catolicismo, una abadesa (en latín abbatissa , forma femenina de abbas, abad ) es la superiora de una comunidad de monjas, que a menudo es una abadía.

## Descripción

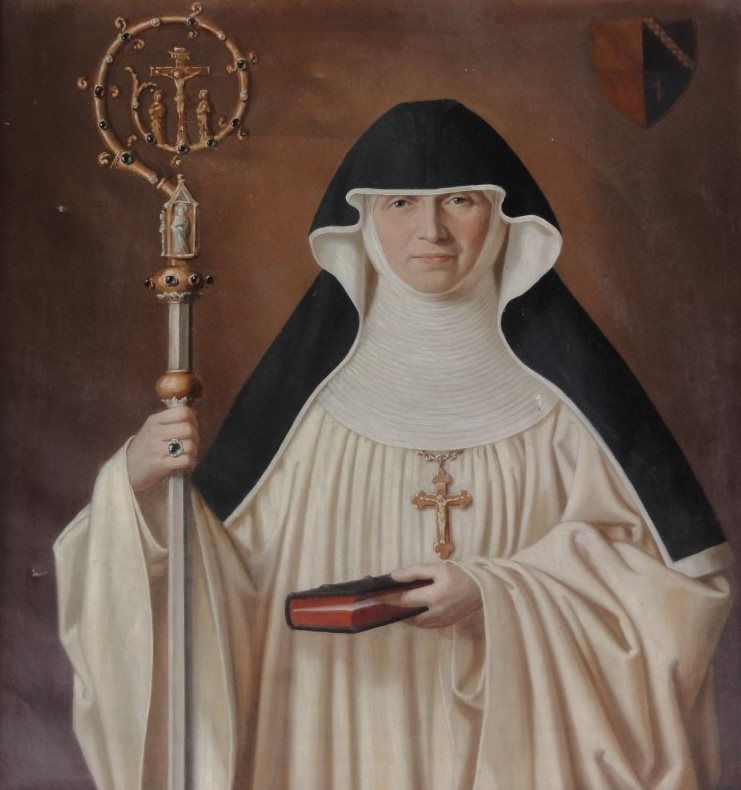
María Magdalena Kollefrath, abadesa de la abadía cisterciense de Lichtenthal de 1880 a 1909, de hábito con cuenco, cayado y cruz pectoral

En la Iglesia católica (tanto la Iglesia Latina como la católica oriental ), Ortodoxa , Copta y Anglicana, el modo de elección, posición, derechos y autoridad de una abadesa se corresponden generalmente con los de un abad.  Debe tener al menos 40 años y haber sido monja durante 10 años. El requisito de edad en la Iglesia Católica ha evolucionado con el tiempo, oscilando entre los 30 y los 60 años. El requisito de 10 años como monja es solo de 8 en el catolicismo. En el raro caso de que no exista una monja con las calificaciones, los requisitos pueden ser rebajados a 30 años y 5 de ellos de manera "recta", según lo determine el superior.  Una mujer que es de nacimiento ilegítimo, no es virgen , ha pasado por penitencia pública no salutoria, es viuda o es ciega o sorda, es típicamente descalificada para el puesto, salvo con permiso de la Santa Sede.  El cargo es electivo, siendo la elección por voto secreto de las monjas pertenecientes a la comunidad.  Como un abad, tras ser confirmada en su cargo por la Santa Sede, una abadesa es admitida solemnemente en su oficio mediante una bendición formal, conferida por el obispo en cuyo territorio se encuentra el monasterio, o por un abad u otro obispo con el permiso correspondiente. A diferencia del abad, la abadesa recibe solo el anillo, el báculo y una copia de la regla de la orden. Ella no recibe una mitra como parte de la ceremonia.  La abadesa también agrega tradicionalmente una cruz pectoral al exterior de su hábito como símbolo de su cargo, aunque continúa usando una forma modificada de su hábito o vestimenta religiosa, ya que no está ordenada; las mujeres no pueden ser ordenadas. —Y, por lo tanto, no usa vestimenta de coro ni vestimenta de coro en la liturgia. Una abadesa sirve de por vida, excepto en Italia y algunas islas adyacentes.

## Funciones y responsabilidades

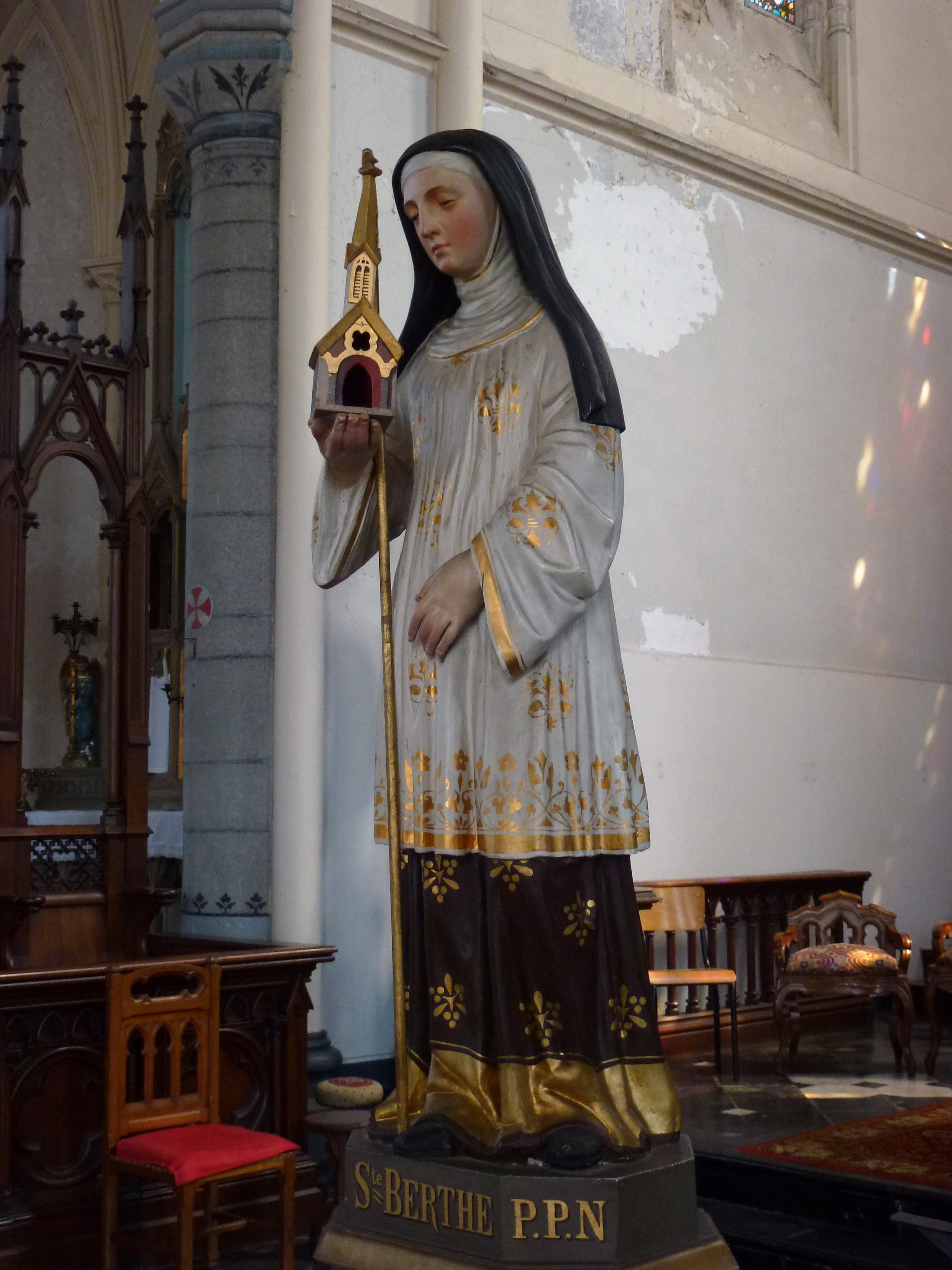
Estatua de Santa Berta de Waldor, abadesa del monasterio de Avna (m. 690) en la catedral de Oshi-le-Orsha

Las abadesas son, como los abades, superiores mayores de acuerdo con el derecho canónico , los equivalentes de abades u obispos (los miembros varones ordenados de la jerarquía eclesiástica que tienen, por derecho de su propio cargo, jurisdicción ejecutiva sobre un edificio, territorio diocesano o un municipio. o grupo de personas no comunales — entidades jurídicas bajo la ley de la iglesia). Reciben los votos de las monjas de la abadía; pueden admitir candidatos al noviciado de su orden; pueden enviarlos a estudiar; y pueden enviarlos a hacer pastoral o misionero, o para trabajar o ayudar —en la medida permitida por el derecho canónico y civil— en la administración y ministerio de una parroquia o diócesis (estas actividades pueden ser dentro o fuera del territorio de la comunidad). Tienen plena autoridad en su administración.
Sin embargo, existen limitaciones importantes.
- No pueden administrar los sacramentos , cuya celebración está reservada a los obispos, sacerdotes , diáconos (clérigos), es decir, a los del Orden Sagrado .
- Pueden hacer provisiones para que un clérigo ordenado ayude a capacitar y admitir a algunos de sus miembros, si es necesario, como monaguillos, ministros extraordinarios de la Sagrada Comunión o lectores, todos los ministerios que ahora están abiertos a los no ordenados.
- No pueden servir como testigos de un matrimonio excepto por un rescripto especial.
- No pueden administrar Penitencia (Reconciliación), Unción de Enfermos ( Extremaunción ), ni funcionar como celebrante ordenado o concelebrante de la Misa (en virtud de su oficio y su formación e institución, pueden actuar, si surge la necesidad, como monaguillos, lectores, ujieres, porteadores o ministros extraordinarios de la Sagrada Comunión, y si es necesario, la Hostia).Eufemia Szaniawska, abadesa del monasterio benedictino de Nieśwież con un báculo , c. 1768, Museo Nacional de Varsovia

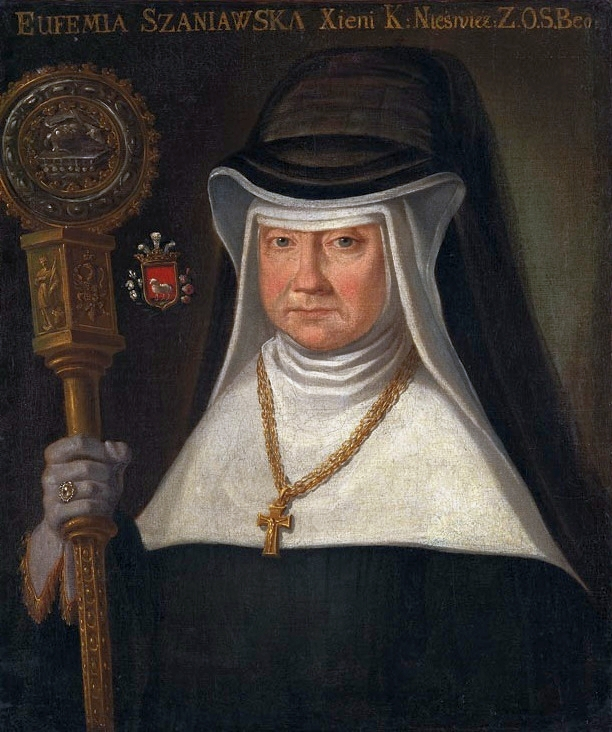
Eufemia Szaniawska, abadesa del monasterio benedictino de Nieśwież con un báculo, c. 1768, Museo Nacional de Varsovia

- Pueden presidir la Liturgia de las Horas que están obligados a decir con su comunidad, hablar sobre las Escrituras a su comunidad y dar ciertos tipos de bendiciones no reservadas al clero. Por otro lado, normalmente no pueden predicar un sermón u homilía , ni leer el Evangelio durante la misa.
- Como no reciben la ordenación episcopal en las Iglesias católica, ortodoxa y oriental, no poseen la capacidad de ordenar a otros, ni ejercen la autoridad que poseen según el derecho canónico sobre ningún territorio fuera de su monasterio y su territorio (aunque Las religiosas no enclaustradas, no contemplativas que tienen su base en un convento o monasterio pero que participan en asuntos externos pueden ayudar según sea necesario por el obispo diocesano y el clero secular local y laicos, en ciertos ministerios pastorales y funciones administrativas y no administrativas. no requiriendo ministerio ordenado o condición de clérigo masculino en esas iglesias o programas).

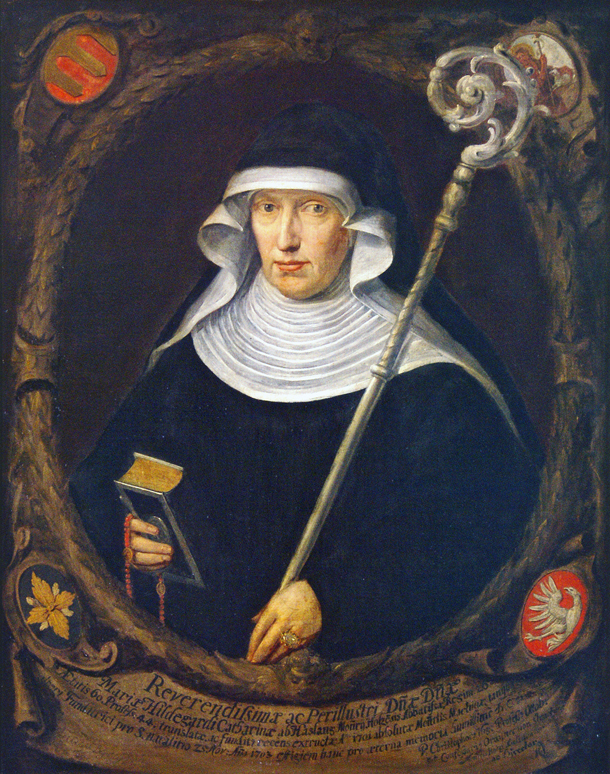
Abadía del monasterio de Holzen (1677-1721)

Hay circunstancias exigentes, en las que por privilegio apostólico, a determinadas Abadesas se les han concedido derechos y responsabilidades superiores a lo normal, como la Abadesa del Monasterio Cisterciense de la Abadía de Santa María la Real de Las Huelgas cerca de Burgos , España . También se concedieron derechos excepcionales a la abadesa de la orden cisterciense en Conversano Italia . Se le concedió la capacidad de nombrar a su propio vicario general, seleccionar y aprobar a los confesores, junto con la práctica de recibir el homenaje público de su clero. Esta práctica continuó hasta que algunos de los deberes fueron modificados debido a una apelación del clero a Roma. Finalmente en 1750, se abolió el homenaje público.

## Historia

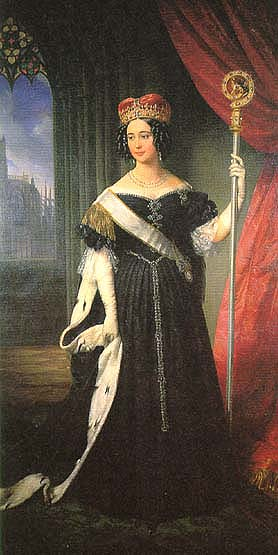
Princesa María Teresa Isabel de Austria, una Noble Abadesa con su Báculo.

Históricamente, en algunos monasterios celtas , las abadesas presidieron casas conjuntas de monjes y monjas,  el ejemplo más famoso es el liderazgo de Santa Brígida de Kildare en la fundación del monasterio de Kildare en Irlanda. . Esta costumbre acompañó a las misiones monásticas celtas en Francia , España e incluso en la propia Roma . En 1115, Robert, el fundador de la abadía de Fontevraud, cerca de Chinon y Saumur , Francia, confió el gobierno de toda la orden, tanto hombres como mujeres, a una superiora.
En las iglesias luteranas , el título de abadesa (alemán Äbtissin ) tiene en algunos casos (por ejemplo, el Convento Itzehoe ) o más habitualmente Stiftsdamen o Kapitularinnen . El cargo de abadesa es de considerable dignidad social y, en el pasado, a veces lo ocupaban las princesas de las casas reinantes. para designar a los jefes de abadías que desde la Reforma Protestante han continuado como monasterios o conventos (alemán Stifte ).  Estas posiciones continuaron, simplemente cambiando de católicas a luteranas. La primera en realizar este cambio fue la Abadía de Quedlinburg , cuya última abadesa católica murió en 1514.  Se trata de fundaciones colegiadas, que proporcionan un hogar e ingresos a las mujeres solteras, generalmente de noble cuna, llamadas canonesas ( Kanonissinen alemán Hasta la disolución del Sacro Imperio Romano Germánico y la mediatización de los feudos imperiales más pequeños por parte de Napoleón, la abadesa evangélica de Quedlinburg también era per officio la cabeza de eseestado reichsunmittelbar . La última abadesa gobernante fue Sofía Albertina, princesa de Suecia.
En el Hradčany de Praga hay un instituto católico cuya amante se titula abadesa. Fue fundada en 1755 por la emperatriz María Teresa y tradicionalmente fue la responsable de la coronación de la reina de Bohemia. La abadesa debe ser una archiduquesa austriaca. 
Durante los siglos VII-X comenzó a aparecer la fuerza, desde las bulas papales hasta la acción local, para restringir el poder espiritual de las abadesas: por ejemplo, desde las bendiciones, la administración del sacramento, hasta el velo de las monjas.  abadesas anteriormente tenían tal autoridad, solo para tener estos servicios y actos administrativos llamados "usurpación" cada vez más a lo largo de los siglos IX-XIII. Según reaccionarios como Oestereich (1907), el Papa (¿presumiblemente Inocencio XI?) Categorizó estos actos de bendición como "inauditos, sumamente indecorosos y sumamente absurdos".
La Iglesia católica tiene alrededor de 200 abadesas en la actualidad. La abadía de mujeres más antigua de Alemania es la abadía de monjas cistercienses de St. Marienthal , cerca de Ostritz , establecida a principios del siglo XIII.